# Wereldkampioenschap superbike van Magny-Cours 2003
Het wereldkampioenschap superbike van Magny-Cours 2003 was de twaalfde en laatste ronde van het wereldkampioenschap superbike en de elfde en laatste ronde van het wereldkampioenschap Supersport 2003. De races werden verreden op 19 oktober 2003 op het Circuit Magny-Cours nabij Magny-Cours, Frankrijk.

## Superbike

### Race 1
| Pos | Nr  | Rijder              | Constructeur | Rondes | Tijd                | Grid | Punten |
| --- | --- | ------------------- | ------------ | ------ | ------------------- | ---- | ------ |
| 1   | 100 | Neil Hodgson        | Ducati       | 23     | 39:03.738           | 2    | 25     |
| 2   | 11  | Rubén Xaus          | Ducati       | 23     | +0.348              | 4    | 20     |
| 3   | 9   | Chris Walker        | Ducati       | 23     | +13.711             | 6    | 16     |
| 4   | 10  | Gregorio Lavilla    | Suzuki       | 23     | +13.950             | 7    | 13     |
| 5   | 52  | James Toseland      | Ducati       | 23     | +21.480             | 1    | 11     |
| 6   | 55  | Régis Laconi        | Ducati       | 23     | +32.420             | 3    | 10     |
| 7   | 99  | Steve Martin        | Ducati       | 23     | +41.098             | 9    | 9      |
| 8   | 4   | Troy Corser         | Petronas     | 23     | +41.204             | 16   | 8      |
| 9   | 33  | Juan Borja          | Ducati       | 23     | +1:18.737           | 11   | 7      |
| 10  | 6   | Mauro Sanchini      | Kawasaki     | 23     | +1:30.317           | 18   | 6      |
| 11  | 16  | Sergio Fuertes      | Suzuki       | 23     | +1:46.534           | 21   | 5      |
| 12  | 70  | Christian Zaiser    | Suzuki       | 23     | +1:48.154           | 22   | 4      |
| 13  | 68  | Bertrand Stey       | Honda        | 22     | +1 ronde            | 20   | 3      |
| 14  | 92  | Frédéric Protat     | Yamaha       | 22     | +1 ronde            | 23   | 2      |
| 15  | 22  | Horst Saiger        | Yamaha       | 22     | +1 ronde            | 24   | 1      |
| DNF | 7   | Pierfrancesco Chili | Ducati       | 20     | Uitgevallen         | 5    |        |
| DNF | 20  | Marco Borciani      | Ducati       | 19     | Uitgevallen         | 19   |        |
| DNF | 39  | Alessandro Gramigni | Yamaha       | 18     | Uitgevallen         | 15   |        |
| DNF | 90  | Leon Haslam         | Ducati       | 9      | Uitgevallen         | 10   |        |
| DNF | 19  | Lucio Pedercini     | Ducati       | 2      | Ongeluk             | 14   |        |
| DNF | 48  | David García        | Ducati       | 2      | Uitgevallen         | 12   |        |
| DNF | 93  | Sébastien Gimbert   | Suzuki       | 1      | Uitgevallen         | 8    |        |
| DNF | 5   | Ivan Clementi       | Kawasaki     | 0      | Ongeluk             | 17   |        |
| DNF | 8   | James Haydon        | Petronas     | 0      | Ongeluk             | 13   |        |
| DNQ | 23  | Jiří Mrkývka        | Ducati       | 0      | Niet gekwalificeerd |      |        |

### Race 2
| Pos | Nr  | Rijder              | Constructeur | Rondes | Tijd                | Grid | Punten |
| --- | --- | ------------------- | ------------ | ------ | ------------------- | ---- | ------ |
| 1   | 11  | Rubén Xaus          | Ducati       | 23     | 39:02.330           | 4    | 25     |
| 2   | 52  | James Toseland      | Ducati       | 23     | +10.435             | 1    | 20     |
| 3   | 9   | Chris Walker        | Ducati       | 23     | +10.582             | 6    | 16     |
| 4   | 10  | Gregorio Lavilla    | Suzuki       | 23     | +22.253             | 7    | 13     |
| 5   | 99  | Steve Martin        | Ducati       | 23     | +35.564             | 9    | 11     |
| 6   | 90  | Leon Haslam         | Ducati       | 23     | +35.865             | 10   | 10     |
| 7   | 33  | Juan Borja          | Ducati       | 23     | +56.719             | 11   | 9      |
| 8   | 93  | Sébastien Gimbert   | Suzuki       | 23     | +1:00.813           | 8    | 8      |
| 9   | 5   | Ivan Clementi       | Kawasaki     | 23     | +1:02.307           | 17   | 7      |
| 10  | 6   | Mauro Sanchini      | Kawasaki     | 23     | +1:03.456           | 18   | 6      |
| 11  | 19  | Lucio Pedercini     | Ducati       | 23     | +1:33.537           | 14   | 5      |
| 12  | 39  | Alessandro Gramigni | Yamaha       | 23     | +1:41.234           | 15   | 4      |
| 13  | 68  | Bertrand Stey       | Honda        | 22     | +1 ronde            | 20   | 3      |
| 14  | 20  | Marco Borciani      | Ducati       | 22     | +1 ronde            | 19   | 2      |
| 15  | 92  | Frédéric Protat     | Yamaha       | 22     | +1 ronde            | 23   | 1      |
| 16  | 55  | Régis Laconi        | Ducati       | 22     | +1 ronde            | 3    |        |
| 17  | 22  | Horst Saiger        | Yamaha       | 22     | +1 ronde            | 24   |        |
| DNF | 100 | Neil Hodgson        | Ducati       | 20     | Ongeluk             | 2    |        |
| DNF | 16  | Sergio Fuertes      | Suzuki       | 20     | Uitgevallen         | 21   |        |
| DNF | 7   | Pierfrancesco Chili | Ducati       | 4      | Uitgevallen         | 5    |        |
| DNF | 8   | James Haydon        | Petronas     | 4      | Ongeluk             | 13   |        |
| DNF | 48  | David García        | Ducati       | 4      | Uitgevallen         | 12   |        |
| DNF | 70  | Christian Zaiser    | Suzuki       | 0      | Uitgevallen         | 22   |        |
| DNF | 4   | Troy Corser         | Petronas     | 0      | Ongeluk             | 16   |        |
| DNQ | 23  | Jiří Mrkývka        | Ducati       | 0      | Niet gekwalificeerd |      |        |

## Supersport
| Pos | Nr  | Rijder                   | Constructeur | Rondes | Tijd           | Grid | Punten |
| --- | --- | ------------------------ | ------------ | ------ | -------------- | ---- | ------ |
| 1   | 31  | Karl Muggeridge          | Honda        | 23     | 40:24.892      | 4    | 25     |
| 2   | 7   | Chris Vermeulen          | Honda        | 23     | +3.543         | 1    | 20     |
| 3   | 4   | Jurgen van den Goorbergh | Yamaha       | 23     | +6.338         | 11   | 16     |
| 4   | 116 | Sébastien Charpentier    | Honda        | 23     | +6.565         | 2    | 13     |
| 5   | 3   | Stéphane Chambon         | Suzuki       | 23     | +8.737         | 5    | 11     |
| 6   | 17  | Pere Riba                | Kawasaki     | 23     | +14.446        | 8    | 10     |
| 7   | 21  | Matthieu Lagrive         | Yamaha       | 23     | +23.042        | 13   | 9      |
| 8   | 93  | Christian Kellner        | Yamaha       | 23     | +23.908        | 9    | 8      |
| 9   | 12  | Christophe Cogan         | Yamaha       | 23     | +24.138        | 14   | 7      |
| 10  | 71  | Werner Daemen            | Honda        | 23     | +30.680        | 17   | 6      |
| 11  | 16  | Simone Sanna             | Yamaha       | 23     | +30.977        | 12   | 5      |
| 12  | 68  | Julien Da Costa          | Kawasaki     | 23     | +38.228        | 10   | 4      |
| 13  | 69  | Gianluca Nannelli        | Yamaha       | 23     | +50.712        | 20   | 3      |
| 14  | 81  | Michael Schulten         | Honda        | 23     | +51.336        | 16   | 2      |
| 15  | 70  | Ludovic Holon            | Yamaha       | 23     | +52.527        | 19   | 1      |
| 16  | 64  | Denis Sacchetti          | Yamaha       | 23     | +1:04.392      | 27   |        |
| 17  | 42  | Shannon Johnson          | Honda        | 23     | +1:13.540      | 26   |        |
| 18  | 34  | Didier Van Keymeulen     | Kawasaki     | 23     | +1:21.699      | 22   |        |
| 19  | 60  | Sebastien De Rosa        | Kawasaki     | 22     | +1 ronde       | 31   |        |
| 20  | 11  | Arno Visscher            | Kawasaki     | 22     | +1 ronde       | 30   |        |
| DNF | 23  | Broc Parkes              | Honda        | 19     | Ongeluk        | 6    |        |
| DNF | 66  | Laurent Brian            | Kawasaki     | 15     | Uitgevallen    | 29   |        |
| DNF | 56  | Frédéric Bolley          | Honda        | 12     | Schade ongeluk | 24   |        |
| DNF | 1   | Fabien Foret             | Kawasaki     | 10     | Uitgevallen    | 3    |        |
| DNF | 2   | Katsuaki Fujiwara        | Suzuki       | 10     | Uitgevallen    | 7    |        |
| DNF | 22  | Stefano Cruciani         | Kawasaki     | 9      | Ongeluk        | 28   |        |
| DNF | 77  | Thierry van den Bosch    | Yamaha       | 8      | Uitgevallen    | 15   |        |
| DNF | 80  | Kenan Sofuoğlu           | Yamaha       | 2      | Uitgevallen    | 23   |        |
| DNF | 52  | Yoann Tiberio            | Honda        | 1      | Uitgevallen    | 25   |        |
| DNS | 8   | Jörg Teuchert            | Yamaha       | 0      | Niet gestart   |      |        |
| DNS | 9   | Iain MacPherson          | Honda        | 0      | Niet gestart   |      |        |
| DNS | 18  | Robert Ulm               | Honda        | 0      | Niet gestart   |      |        |

## Eindstanden na wedstrijd

### Superbike
| Pos | Nr  | Rijder           | Team   | Punten |
| --- | --- | ---------------- | ------ | ------ |
| 1   | 100 | Neil Hodgson     | Ducati | 489    |
| 2   | 11  | Rubén Xaus       | Ducati | 386    |
| 3   | 52  | James Toseland   | Ducati | 271    |
| 4   | 55  | Régis Laconi     | Ducati | 267    |
| 5   | 10  | Gregorio Lavilla | Suzuki | 256    |

### Supersport
| Pos | Nr | Rijder                   | Team   | Punten |
| --- | -- | ------------------------ | ------ | ------ |
| 1   | 7  | Chris Vermeulen          | Honda  | 201    |
| 2   | 3  | Stéphane Chambon         | Suzuki | 137    |
| 3   | 4  | Jurgen van den Goorbergh | Yamaha | 136    |
| 4   | 31 | Karl Muggeridge          | Honda  | 134    |
| 5   | 2  | Katsuaki Fujiwara        | Suzuki | 119    |

1991 · 2003 · 2004 · 2005 · 2006 · 2007 · 2008 · 2009 · 2010 · 2011 · 2012 · 2013 · 2014 · 2015 · 2016 · 2017 · 2018 · 2019 · 2020 · 2021 · 2022 · 2023 · 2024 · 2025